# Weststellingwerf
Weststellingwerf este o comună în provincia Frizia, Țările de Jos.

## Localități componente
Blesdijke, Boijl, De Blesse, De Hoeve, Langelille, Munnekeburen, Nijeholtpade, Nijeholtwolde, Nijelamer, Nijetrijne, Noordwolde, Oldeholtpade, Oldeholtwolde, Oldelamer, Oldetrijne, Oosterstreek, Peperga, Scherpenzeel, Slijkenburg, Sonnega, Spanga, Steggerda, Ter Idzard, Vinkega, Wolvega, Zandhuizen.